# 南投神社
23°54′34″N 120°40′47″E / 23.9095035°N 120.6798463°E
南投神社為台灣日治時期1942年設立於臺中州南投街的一座神社，其前身為1926設立於南投公園內的南投社。南投神社原址在二戰後設立了南投高中，而南投神社的一對狛犬被保留在其校史室內。

## 介紹

### 南投社
於1911年，即有人提議興建南投神社，以培養敬神愛國的精神。後於1914年由南投廳長石橋亨開始規劃興建南投神社，計畫預算三萬圓，而一開始計畫將神社設立在距離南投街數丁的山頂，但後來改設在南投公園中，南投武德殿後方的高地，以方便民眾參拜。然而，南投神社的興建計畫因1920年9月的地方制度改正（南投廳被廢止）而不了了之。之後由南投街長金子恆彌及葉在淵為代表申請新建南投神社，並在1926年1月由臺中州批准興建，位置在南投公園內，祭神為開拓三神、北白川宮能久親王。1926年10月27日，南投社舉行鎮座式啟用。

### 南投神社
隨著皇民化運動進行，南投街役場於1937年1月決議編列南投神社新營造六萬圓預算，並計畫配合記念皇紀2,600年（1941年）興建。在1942年7月，南投神社的決定選址在南投街中南部的高地，神社基地面積比南投社還大了20倍。1943年3月6日，南投神社舉行鎮座祭啟用，7日舉行臨時奉幣祭。1944年11月8日，南投神社的社格自無格社升格為鄉社，為終戰前在台灣多數升格的神社之一。

## 社掌
南投神社自1942年至1945年的社掌為佐佐木健逸，其在之前原擔任鹿港神社社掌。